# Espacio intermembranal

Estructura simplificada de una mitocondria

El espacio intermembranal (IMS por sus siglas en inglés) es el espacio que se produce entre dos o más membranas o que las envuelve. En biología celular, se suele describir como la región entre la membrana interna y la membrana externa de una mitocondria o un cloroplasto. También se refiere al espacio entre las membranas nuclear interna y externa de la envoltura nuclear, pero a menudo se denomina espacio perinuclear. El IMS de las mitocondrias desempeña un papel crucial en la coordinación de diversas actividades celulares, como la regulación de la respiración y las funciones metabólicas. A diferencia del IMS de las mitocondrias, el IMS del cloroplasto no parece tener ninguna función evidente.

## Espacio intermembranal de las mitocondrias
Las mitocondrias están rodeadas por dos membranas: la membrana mitocondrial interna y la membrana mitocondrial externa. Estas dos membranas permiten la formación de dos compartimentos acuosos, que son el espacio intermembranal (IMS) y la matriz. Las proteínas canalizadoras de la membrana externa, denominadas porinas, permiten la libre difusión de iones y pequeñas proteínas de unos 5.000 daltons o menos en el IMS. Esto hace que el IMS sea químicamente equivalente al citosol en lo que respecta a las pequeñas moléculas que contiene. Por el contrario, se necesitan proteínas de transporte específicas para transportar iones y otras moléculas pequeñas a través de la membrana mitocondrial interna hacia la matriz debido a su impermeabilidad. La IMS también contiene muchas enzimas que utilizan el ATP que sale de la matriz para fosforilar otros nucleótidos y proteínas que inician la apoptosis.

### Translocación
La mayoría de las proteínas destinadas a la matriz mitocondrial se sintetizan como precursores en el citosol y son importadas a la mitocondria por la translocasa de la membrana externa (TOM) y la translocasa de la membrana interna (TIM). El IMS está involucrado en la translocación de proteínas mitocondriales. Las proteínas precursoras denominadas pequeñas chaperonas TIM, que son complejos hexámeros, están ubicadas en el IMS y se unen a proteínas precursoras hidrofóbicas y entregan los precursores al TIM.

Cadena de transporte de electrones y espacio intermembrana de una mitocondria

### Fosforilación oxidativa
El piruvato generado por la glucólisis y los ácidos grasos producidos por la descomposición de las grasas entran en el IMS mitocondrial a través de las porinas de la membrana mitocondrial externa. A continuación se transportan a través de la membrana mitocondrial interna hasta la matriz y se convierten en acetil CoA para entrar en el ciclo del ácido cítrico.

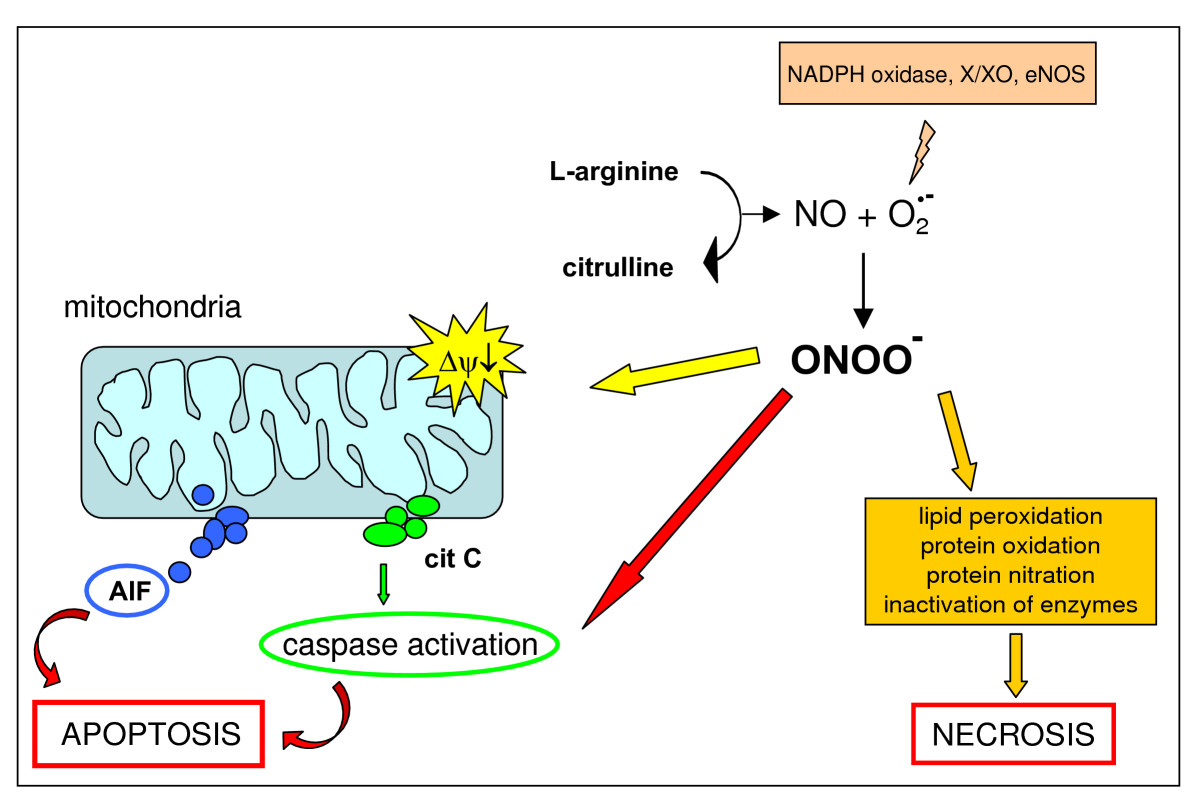
Componentes apoptóticos liberados del espacio intermembrana de una mitocondria

La cadena respiratoria de la membrana mitocondrial interna lleva a cabo la fosforilación oxidativa. Tres complejos enzimáticos son responsables del transporte de electrones: El complejo NADH-ubiquinona oxidorreductasa (complejo I), complejo ubiquinona- citocromo c oxidorreductasa ( complejo III ) y citocromo c oxidasa ( complejo IV ). Estos complejos respiratorios bombean los protones desde la matriz mitocondrial hasta el IMS. Como resultado, se genera un gradiente electroquímico, que se combina con fuerzas debidas a un gradiente de H+ (gradiente de pH) y un gradiente de voltaje (potencial de membrana). El pH en el IMS es aproximadamente 0,7 unidades inferior al de la matriz y el potencial de membrana del lado del IMS se carga más positivamente que el del lado de la matriz. Este gradiente electroquímico del IMS a la matriz se utiliza para impulsar la síntesis de ATP en las mitocondrias.

### Apoptosis
La liberación de citocromo c del IMS al citosol activa las procaspasas y desencadena una cascada de caspasas que conduce a la apoptosis.

## Espacio intermembranal de los cloroplastos

Estructura simplificada de un cloroplasto en la que se ve el espacio intermembranal

El espacio intermembrana (IMS) del cloroplasto es extremadamente pequeño, de 10 a 20 nm de grosor. A diferencia del IMS de las mitocondrias, el IMS del cloroplasto no parece tener ninguna función evidente. La translocasa de la membrana externa (TOC) y la translocasa de la membrana interna (TIC) ayudan principalmente a la translocación de las proteínas precursoras del cloroplasto Se ha propuesto la participación de chaperonas en el IMS, pero sigue siendo incierta. La eucariótica Hsp70, que es la proteína de choque térmico de 70 kDa, típicamente localizada en el citoplasma, también se encuentra en el IMS de los cloroplastos. La hipótesis resultante afirma que la co-localización de Hsp70 es importante para la translocación eficiente de los precursores proteicos en y a través del IMS de los cloroplastos.

## Espacio intermembranal de las envolturas nucleares

Estructura simplificada del núcleo de una célula eucariota

La envoltura nuclear se compone de dos membranas bicapa lipídicas atravesadas por poros nucleares y separadas por un pequeño espacio intermembrana, que suele denominarse espacio perinuclear. El espacio perinuclear suele tener una anchura de unos 20-40 nm. Se estudió la translocación perinuclear de determinadas proteínas y enzimas y los resultados mostraron que el espacio perinuclear era importante para la integridad del genoma y la regulación génica.